# 30

## Події
- Заснована Веронська арена.

## Народились
- Клавдія Антонія
- Нерва
- Секст Юлій Фронтін

## Померли
- Іван Хреститель